# The Butler (film 1915)
The Butler è un cortometraggio muto del 1915 diretto da George Ridgwell.

## Produzione
Il film fu prodotto dalla Edison Company.

## Distribuzione
Distribuito dalla General Film Company, il film - un cortometraggio in una bobina - uscì nelle sale cinematografiche statunitensi il 2 ottobre 1915.